# Região 2 (Territórios do Noroeste)
Região 2 é o nome que se dá a uma das seis divisões estabelecidas pelo Departamento de Estatística do Canadá para os Territórios do Noroeste. Foi introduzido pelo censo canadense de 2011, juntamente com as regiões dois, três, quatro, cinco e seis, resultando na abolição nas divisões das divisões censuárias de Fort Smith e Região de Inuvik (a última não confundir com a região administrativa de Inuvik).
Seu território é muito parecido com a Região de Sahtu. Possui uma população de aproximadamente 2 341 habitantes e uma área de 220 751,92km²

## Comunidades

### Cidades
- Norman Wells

### Vilas
- Tulita

### Comunidades
- Deline
- Fort Good Hope
- Colville Lake

## Ligações Externas
- Mapa da Região 2